# 4700 Carusi
4700 Carusi (1986 VV6) là một tiểu hành tinh vành đai chính được phát hiện ngày 6 tháng 11 năm 1986 bởi Bowell, E. ở Flagstaff.